# 스탠딩 컬

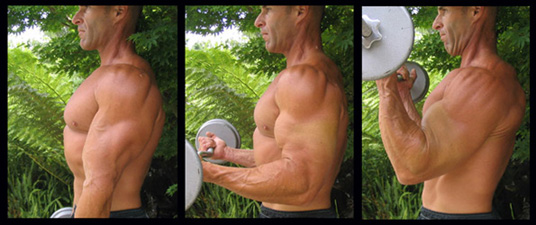
스탠딩 바벨 컬

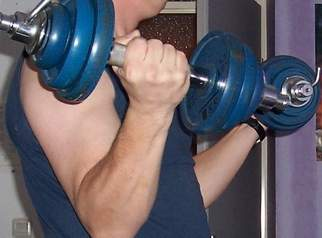
스탠딩 덤벨 컬

스탠딩 컬(standing curl)은 웨이트 트레이닝의 한 종류로. 상완이두근을 주로 자극하며, 상완근과 완요골근에도 부하를 준다.

## 종류

### 스탠딩 바벨 컬
1. 언더 그립(손바닥을 위로 향하게 거꾸로 쥠)으로 바벨을 들고 어깨폭보다 조금 더 넓게 발을 벌리고 선다. 가슴을 펴서 몸이 살짝 앞으로 조금 기울어져 있다는 느낌이 들도록 자세를 취한다.
2. 숨을 뱉으면서 팔꿈치를 위치를 고정한 채로 팔을 굽혀 바벨을 들어 올린다.
3. 상완 이두근이 충분히 수축하면 숨을 들아마시면서 원래 자세로 돌아간다.
4. 2~3을 반복한다.

### 스탠딩 EZ바 컬
1. 언더 그립(손바닥을 위로 향하게 거꾸로 쥠)으로EZ바를 들고 어깨폭보다 조금 더 넓게 발을 벌리고 선다. 가슴을 펴서 몸이 살짝 앞으로 조금 기울어져 있다는 느낌이 들도록 자세를 취한다.
2. 숨을 뱉으면서 팔꿈치를 위치를 고정한 채로 팔을 굽혀 EZ바를 들어 올린다.
3. 상완 이두근이 충분히 수축하면 숨을 들아마시면서 원래 자세로 돌아간다.
4. 2~3을 반복한다.

### 스탠딩 덤벨 컬
1. 언더 그립(손바닥을 위로 향하게 거꾸로 쥠)으로 덤벨(아령)을 들고 선다. 가슴을 펴서 몸이 살짝 앞으로 조금 기울어져 있다는 느낌이 들도록 자세를 취한다.
2. 숨을 뱉으면서 팔꿈치를 위치를 고정한 채로 팔을 굽혀 덤벨(아령)을 들어 올린다.
3. 상완 이두근이 충분히 수축하면 숨을 들아마시면서 원래 자세로 돌아간다.
4. 2~3을 반복한다.

### 스탠딩 덤벨 스크류 컬
1. 뉴트럴 그립(자연스럽게 쥔다. 손바닥이 몸을 향한다)으로 덤벨을 잡고 선다. 양 손의 손바닥은 각각 몸쪽을 향해 있어, 손바닥끼리 서로 마주보고 있는 자세가 된다. 가슴을 펴서 몸이 살짝 앞으로 조금 기울어져 있다는 느낌이 들도록 자세를 취한다.
2. 숨을 뱉으면서 팔꿈치를 위치를 고정한 채로 팔을 굽혀 덤벨(아령)을 들어 올린다.
3. 들어올리다가 팔꿈치의 각도가 90도가 되면, 팔꿈치를 비틀면서 손바닥이 위를 향하도록 돌리면서 들어올린다.
4. 상완 이두근이 충분히 수축하면 숨을 들아마시면서 원래 자세로 돌아간다. 팔꿈치의 각도가 90도가 되면, 손바닥이 몸을 향하도록 되돌리며 처음 자세로 돌아온다.
5. 2~3을 반복한다.

### 스탠딩 케이블 컬
1. 로우 케이블 풀리(Cable pulley)에 부속품인 ”컬 바(핸들)”을 셋팅한다. 언더 그립(손바닥을 위로 향하게 거꾸로 쥠)으로 핸들을 들고 선다. 가슴을 펴서 몸이 살짝 앞으로 조금 기울어져 있다는 느낌이 들도록 자세를 취한다.
2. 숨을 뱉으면서 팔꿈치를 위치를 고정한 채로 팔을 굽혀 핸들을 들어 올린다.
3. 상완 이두근이 충분히 수축하면 숨을 들아마시면서 원래 자세로 돌아간다.
4. 2~3을 반복한다.

한 손으로 실시할 때에는 “원 핸들 바”를 사용한다.

## 같이 보기
- 웨이트 트레이닝
- 근력 트레이닝
- 상완이두근
- 상완근

## 인용 자료
- 쿠보타 미노루(窪田登) 『우이다 트레이닝 바이블』, 모리나가(森永) 제과 주식회사 건강사업부
- 『멋진 몸 the best』, 베이스볼 매거진 사.